# Dark Heart
Dark Heart är en brittisk kriminaldramaserie vars första säsong hade premiär 2016.

## Handling
Serien handlar om kriminalkommissarie Will Wagstaffe och hans team. När en ung sjuksköterska dör under mystiska omständigheter i Londons tunnelbana måste de spåra upp stadens mest skoningslösa och beräknande mördare, innan denne slår till igen.

## Rollista (i urval)
- Tom Riley - Will "Staffe" Wagstaffe
- Anjli Mohindra - Josie Chancellor
- Kobna Holdbrook-Smith - Dave Pulford
- Tom Brooke - Rick Johnson
- Jason Maza - Rob Mullan
- Michele Austin - Annie Webb
- Charlotte Riley - Juliette Wagstaffe